# Distretto di Namacurra
Il distretto di Namacurra è un distretto del Mozambico, facente parte della Provincia di Zambezia.